# James Galway
James Galway OBE (sinh ngày 8 tháng 12 năm 1939) là một nghệ sĩ sáo flute chuyên nghiệp đến từ Belfast, Ireland. Ông được mệnh danh là "Người đàn ông với cây sáo vàng". Ông cũng đã có trong tay một sự nghiệp quốc tế với tư cách là một nghệ sĩ sáo flute độc tấu. Năm 2005, ông nhận được Giải thưởng Brit cho những đóng góp tại Lễ trao giải Classic Brit.